# Cyrtandra plicata
Cyrtandra plicata är en tvåhjärtbladig växtart som beskrevs av Olive Mary Hilliard. Cyrtandra plicata ingår i släktet Cyrtandra och familjen Gesneriaceae. Inga underarter finns listade i Catalogue of Life.